# Alex Alves
Alexandro Alves do Nascimento, meglio noto come Alex Alves (Campo Formoso, 30 dicembre 1974 – Jaú, 14 novembre 2012), è stato un calciatore brasiliano, di ruolo attaccante.

## Biografia
Alex Alves viene colpito di leucemia agli inizi del 2012 e trasportato d'urgenza all'ospedale di Jaú nello Stato di San Paolo. Aveva subito un trapianto di midollo osseo ma invano, visto che la situazione del calciatore era già peggiorata. Muore in ospedale il 14 novembre 2012, all'età di 37 anni. Aveva una figlia, Alexandra, avuta dall'ex moglie Nadya Franca.

## Carriera
Inizia la sua carriera nell'annata 1993 con il Vitoria dove realizza 8 gol in 23 partite. Passa al Palmeiras nel 1994 ed in due anni fa 2 gol in 19 partite (1 nelle 7 presenze della prima stagione, 1 nelle 12 presenze nella seconda). Nel 1996 passa alla Portuguesa dove realizza nella prima stagione 7 gol su 23 presenze e nella successiva 2 su 20 presenze della stagione. Arriva al Cruzeiro nel 1998 dove fa 6 gol in 17 partite.

## Palmarès

### Club

#### Competizioni nazionali
- Campionato brasiliano: 1

Palmeiras: 1994
- Coppa di Lega tedesca: 2

Hertha Berlino: 2001, 2002

#### Competizioni statali
- Campionato Mineiro: 1

Cruzeiro: 1998
- Campionato Baiano: 1

Vitória: 2005
- Campionato Cearense: 1

Fortaleza: 2008

#### Competizioni internazionali
- Recopa Sudamericana: 1

Cruzeiro: 1998